# Emre Kılınç
Emre Kılınç (* 23. August 1994 in Pamukova) ist ein türkischer Fußballspieler, der seit August 2020 bei Galatasaray Istanbul unter Vertrag steht und während der Saison 2022/23 an MKE Ankaragücü ausgeliehen wurde.

## Karriere

### Verein

#### Die Anfänge
Kılınç erlernte das Fußballspielen in der Grundschule seiner Heimatprovinz Sakarya, wo er bei Schulfußballturnieren erfolgreich spielte. Wo der talentierte Kılınç später ein Jahr lang die Fußballschule von Fenerbahçe besuchte. Danach nahm Kılınç an der Talentsichtung der Nachwuchsabteilung von Beşiktaş Istanbul teil, wo er einen Platz gewann, aber Kılınç begann mit dem Vereinsfußball in seiner Heimat in der Jugend vom Amateurverein Sakarya Akademikspor, weil laut dem Verlangen Kılınç' Vater der Schulabschluss Vorrang hatte. 2009 wechselte er in das 124 km entfernte Bolu zur Nachwuchsabteilung von Boluspor. 2010 wurde der 16-jährige Kılınç im Jugendturnier der U-16-Akademie-Liga Torschützenkönig und wurde zum Fairplay-Spieler des Turnieres ernannt. Des Weiteren erhielt er im gleichen Jahr einen Profivertrag, aber spielte weiterhin eine Spielzeit für die Reservemannschaft. Im Sommer 2010 interessierten sich die großen Drei des türkischen Fußballes, die drei Istanbuler Mannschaften Beşiktaş, Fenerbahçe und Galatasaray, für ihn. Mit der Saison 2011/12 nahm er auch am Training der Profis teil und wurde auch bei der Kaderzusammenstellung berücksichtigt. Im Dezember 2011 bestritt der 17-jährige Kılınç in der TFF 1. Lig, türkische zweithöchste Spielklasse, sein Profidebüt, indem er eingewechselt wurde. Bis zum Saisonende absolvierte Kılınç für die Profis vier Zweitliga- und eine Pokalbegegnung(en). Er bestritt in mehr als fünf Jahren für die Profimannschaft von Boluspor 133 Pflichtspiele und erzielte 23 Tore.

#### Aufstieg zum Erstligisten
Im Januar 2017 wechselte er in der Wintertransferperiode 2016/17 zum türkischen Ligarivalen und Aufstiegsaspiranten Sivasspor, am Saisonende stieg Kılınç mit der Mannschaft als Meister in die Süper Lig, türkische höchste Spielklasse, auf, indem er seinen Beitrag in 15 Ligaspielen mit fünf Toren beileistete. Bei Sivasspor trägt er die Trikot-Rückennummer „54“, was dem türkischen Kfz-Kennzeichen seiner Geburtsprovinz entspricht. Im Dezember 2018 wurde bekannt, nachdem der 24-jährige Linksfüßler in den letzten beiden Spielzeiten erfolgreich auf dem linken offensiven Flügel Fußball spielte, dass die Talentscouts vom französischen Erstligisten OSC Lille und deutschen Erstligisten VfB Stuttgart auf ihn aufmerksam wurden und seine Fußballspiele besuchten.
Am Ende der Saison 2019/20 gab Kılınç seinen Abschied von Sivasspor bekannt.

#### Wechsel zu Galatasaray Istanbul
Am 12. August 2020 wechselt Kılınç ablösefrei zu Galatasaray Istanbul und unterschrieb einen Vierjahresvertrag. In seiner ersten Saison für die Gelb-Roten kam Kılınç wettbewerbsübergreifend zu 42 Spielen, erzielte vier und bereitete fünf Tore vor. Sein erstes Tor in einem europäischen Wettbewerb gelang dem Mittelfeldspieler am 21. Juli 2021 gegen PSV Eindhoven in der 2. Qualifikationsrunde der UEFA Champions League.

### Nationalmannschaft
Kılınç spielte Ende 2012 zweimal für die türkische U-19-Nationalmannschaft. Später zwischen 2014 und 2015 folgten auch Einsätze für die türkische U-20- und die U-21-Nationalmannschaft.
Im März 2019 wurde der 24-jährige Türke, nach seinen erfolgreichen fußballerischen Leistungen beim türkischen Erstligisten Sivasspor, unter dem neuen türkischen A-Nationaltrainer Şenol Güneş erstmals in den Kader der türkischen A-Nationalmannschaft, höchste Fußballnationalmannschaft der Türkei, berufen für die ersten beiden Qualifikationsspielen zur Europameisterschaft 2020.

## Erfolge
Sivasspor
- Aufstieg in die Süper Lig und Meister der TFF 1. Lig: 2016/17

## Privates
Im Juli 2018 heiratete der 23-jährige Kılınç seine Verlobte Tuba.